# Corvin-Warenhaus

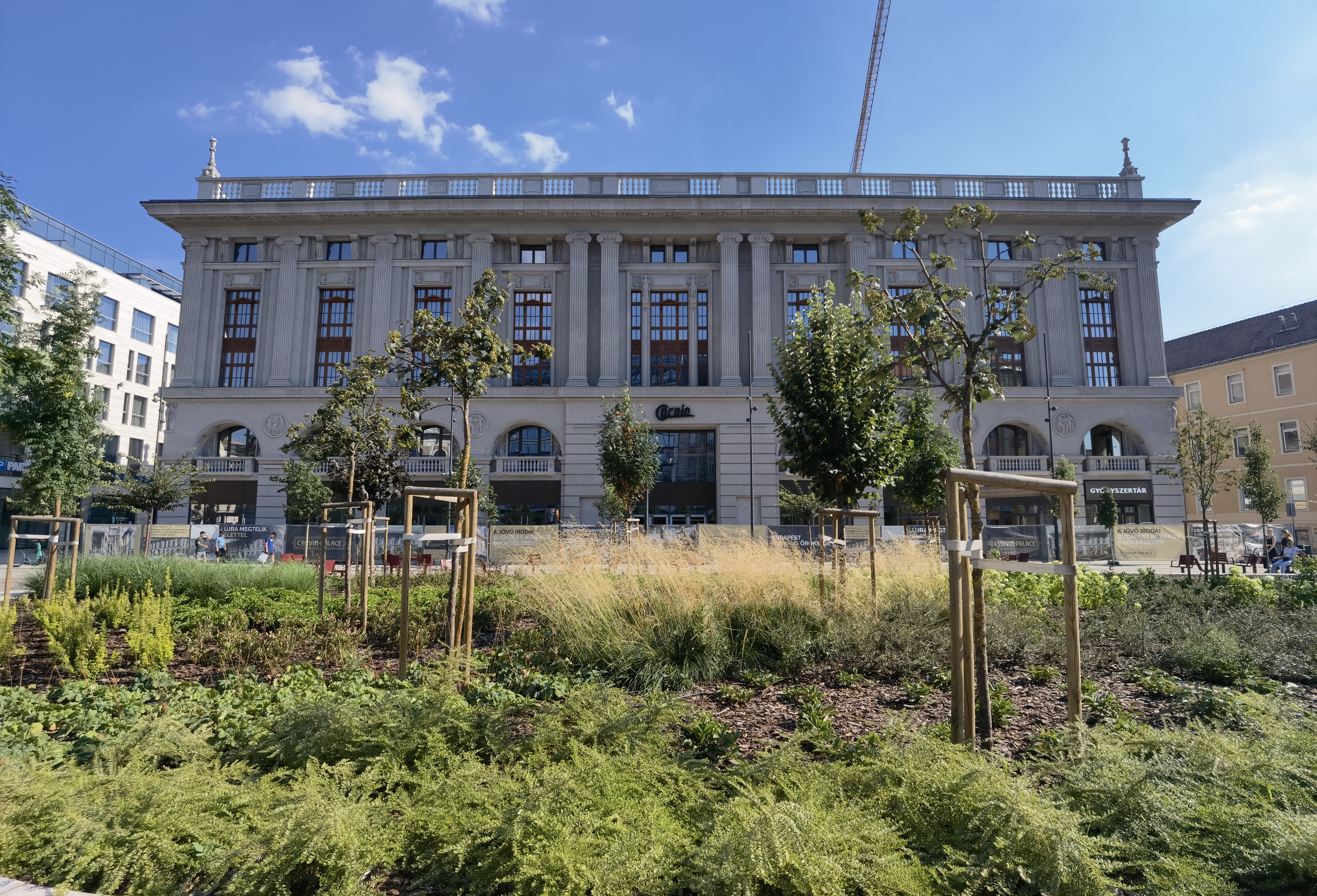
2023

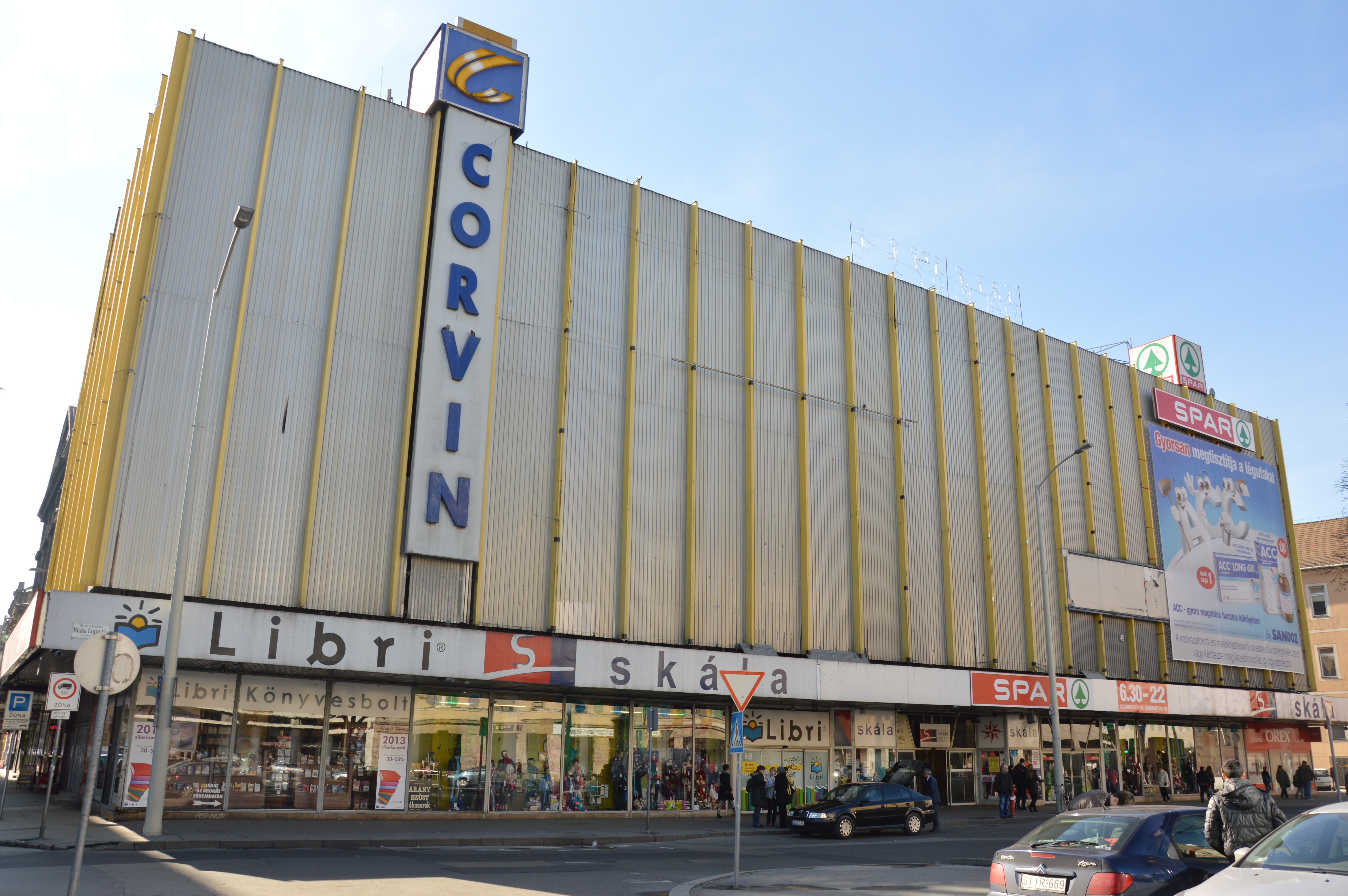
Corvin-Warenhaus mit Aluminiumverkleidung (2014)

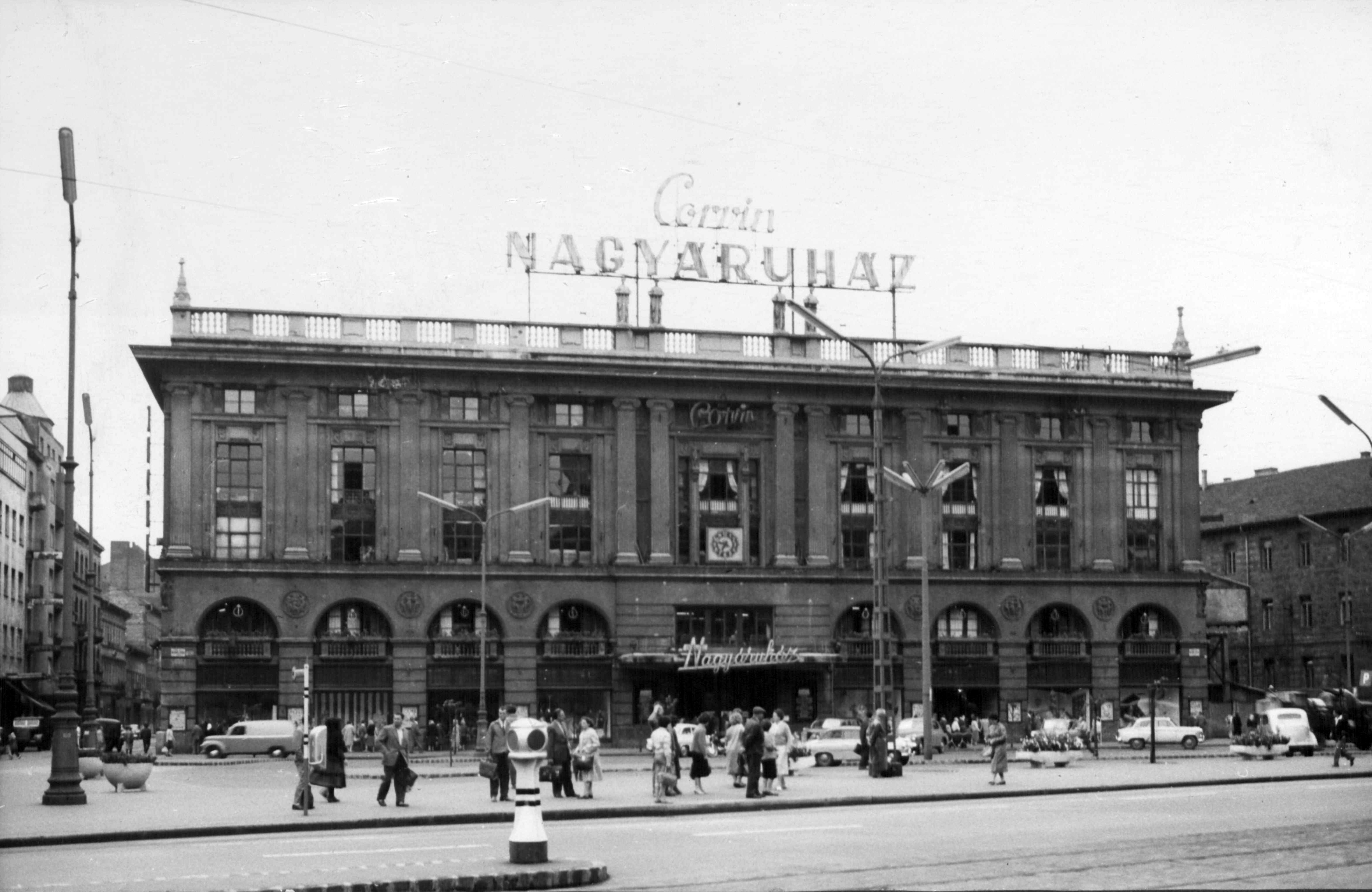
Corvin-Warenhaus mit der ursprünglichen, klassizistischen Fassade (1961)

Das Corvin-Warenhaus (ungarisch Corvin Áruház) ist ein denkmalgeschütztes Kaufhaus im VIII. Bezirk in Budapest. Es gilt als eines der ältesten und bekanntesten der Stadt.
Das Kaufhaus wurde am 1. März 1926 eröffnet. Eigentümer war damals der Hamburger Großkaufmann Max Emden beziehungsweise seine Firma M. J. Emden und Söhne, das Grundkapital betrug eine Million ungarische Kronen. Als erster Geschäftsführer fungierte Miksa Lewin. Das am Blaha Lujza tér gelegene Gebäude war ursprünglich im klassizistischen Stil gehalten und wurde nach den Plänen von Zoltán Reiss errichtet. Der figurale Schmuck stammte von Fülöp Ö. Beck und Szigfrid Pongrácz.
Das Warenhaus enthielt auch ein Restaurant, ein Kaffeehaus und einen Schnellfotografen; zudem war es das erste Gebäude Budapests mit einer Rolltreppe. Es war nicht nur als Ort des Einkaufs, sondern auch der Zerstreuung konzipiert.
Das Gebäude erlitt im Zweiten Weltkrieg und während des Ungarischen Volksaufstands schwere Schäden. Nach 1945 wurde es in modernisierter Form von verschiedenen staatlichen (Centrum) und genossenschaftlichen (Skála-Coop) Einzelhandelsfirmen geführt. Die klassizistische Fassade wurde 1967 mit Aluminium verkleidet, wobei sie weiter beschädigt wurde. Im Zuge einer umfangreichen Renovierung wurde die Aluminiumverkleidung 2018 demontiert. Die ursprüngliche Fassade wird seitdem rekonstruiert (Stand: 2020).

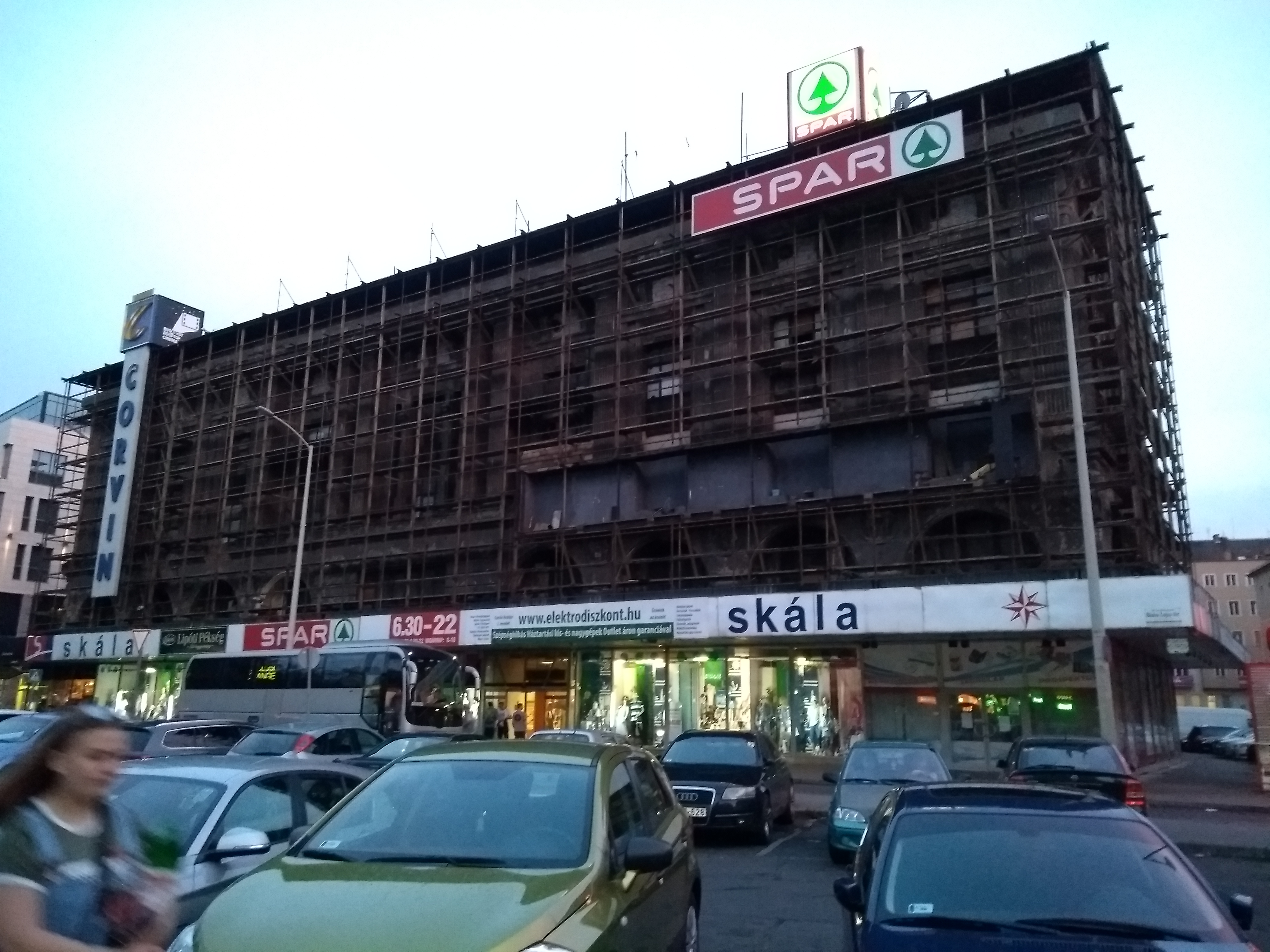
Corvin-Warenhaus nach der Entfernung der alten Aluminiumverkleidung (2018)

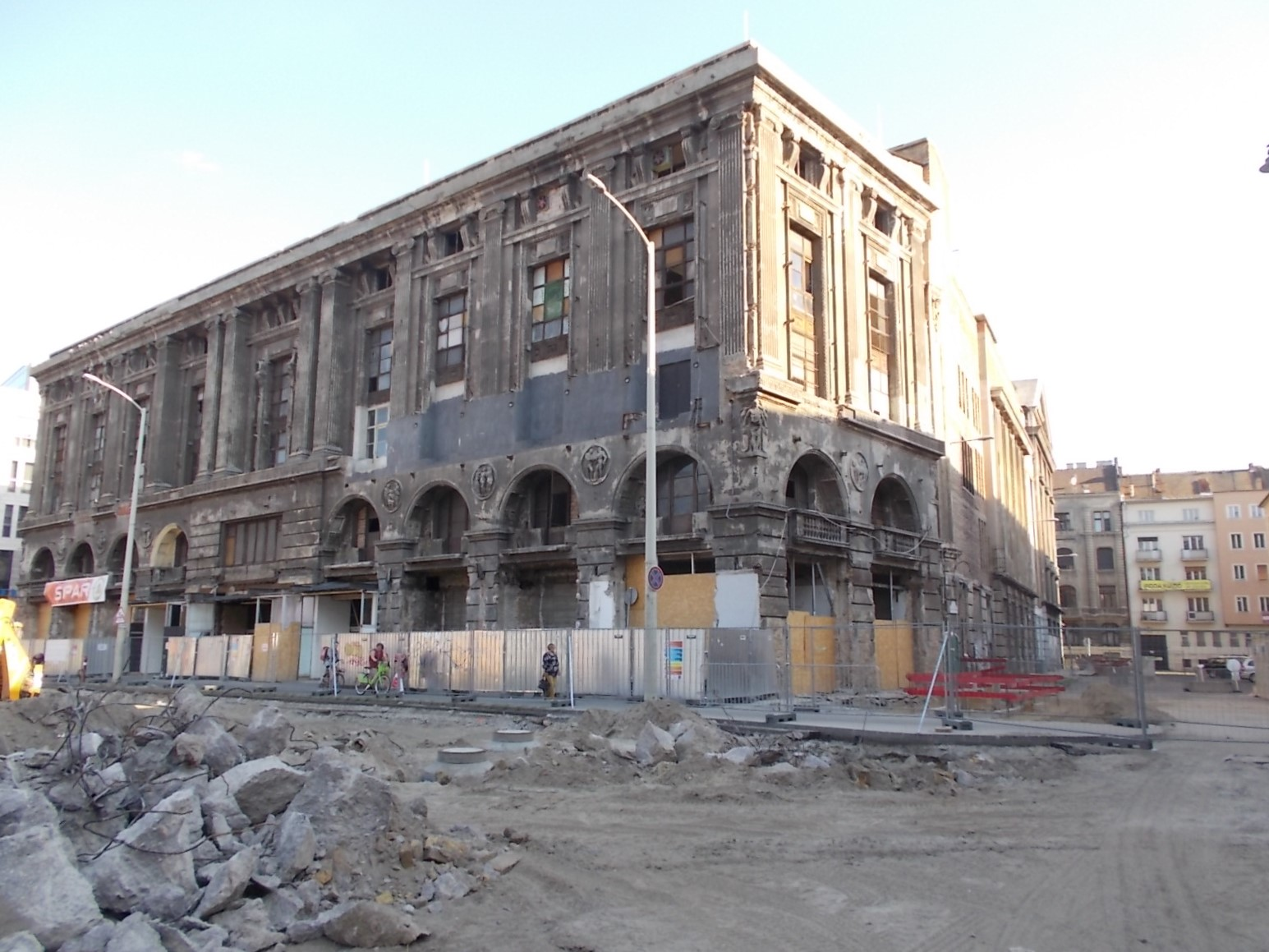
Corvin-Warenhaus während der Renovierung (2021)

Die Dachterrasse des Corvin-Warenhauses wurde ab 2007 vom Nachtclub Corvin-tető (später Corvin Club) genutzt, der im folgenden Jahr auf die oberste Etage des Gebäudes erweitert wurde. 2018 wurde der Club von der Bezirksverwaltung geschlossen.